# De ridder in het pantervel
De ridder in het pantervel (Georgisch: ვეფხისტყაოსანი, Vepchistkaosani) is een epos geschreven in de late 12e eeuw door de Georgische dichter Sjota Roestaveli en bestaat uit meer dan 1600 kwatrijnen. Het is het bekendste werk van Roestaveli, en behoort vandaag de dag tot de klassiekers van de Georgische literatuur. Het wordt gezien als het nationaal epos van Georgië.

## Over de auteur
Over Sjota Roestaveli is niet veel bekend. Het epos is mede van belang daar het een van de weinige geschreven bronnen is waarin het een en ander over Roestaveli onthuld wordt. In het zevende kwatrijn identificeert de auteur zichzelf als Roestaveli, wat letterlijk "iemand uit Roestavi" of "eigenaar van landgoed Roestavi" betekent. Dit zou een locatie in de Zuid-Georgische historische provincie Mescheti zijn. Tevens suggereert het gedicht dat Roestaveli een goed onderwezen en hooggeplaatst man was aan het hof van koningin Tamar van Georgië. Roestaveli droeg het gedicht op aan koningin Tamar. Hij deed dit in de derde en vierde kwatrijnen van het epos.

## Het gedicht
In het gedicht behandelt Roestaveli middeleeuwse Europese idealen: ridderlijkheid, liefdesgevoelens, vriendschap, moed en hoofse liefde. De helden in het gedicht zijn dapper, filantropisch en aardig. De helden zijn tevens niet gebonden aan de Georgische nationaliteit. Zo komen regio’s in het Arabisch Schiereiland, China en India aan bod in het gedicht.
Het gedicht is in vele talen vertaald, waaronder Hebreeuws, Russisch (vijf verschillende vertalingen), Pools, Frans, Duits, Italiaans, Spaans, Japans, Chinees, Hindi, Engels, Esperanto en Arabisch. De eerste Engelstalige vertaling was van de hand van de Britse Marjory Wardrop, die het werk bij leven niet publiceerde omdat ze het niet goed genoeg vond. Haar broer Sir Oliver Wardrop publiceerde het werk in 1912, drie jaar na haar dood, en geldt als standaard.

## Samenvatting
De ridder in het pantervel beschrijft de avonturen van Avtandil, een jonge islamitisch Arabische edelman, en zijn hindoeïstische vriend Tariel, een Indiase prins. 

### Zoektocht naar de ridder in het pantervel

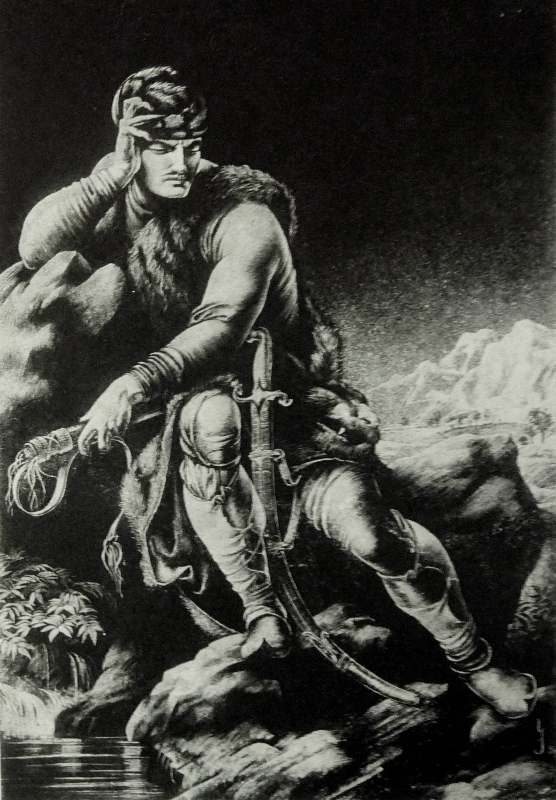
Tariel, de ridder in het pantervel, Sergo Kobuladze Vepkhistqaosani

Avtandil wordt door zijn geliefde Tinatin, de zojuist gekroonde heerseres van Arabië en dochter van koning Rostevan, op een missie gestuurd om de mysterieuze ridder in een pantervel te vinden.
Avtandil vindt de ridder, die prins Tariel blijkt te zijn, in een grot in de woestenij. Tariel wordt bijgestaan door Asmath, de dienares van Nestan-Daredjan. Tariel, zoon van Saridan, de Indiase koning van het zevende koninkrijk, treurt om de verdwijning van de mooie Nestan-Daredjan, dochter van zijn soeverein Pharsadan, de opperkoning van India. Hij vertelt Avtandil uitvoerig zijn tragische verhaal. Hoe hij de aangenomen zoon werd van het kinderloze koningspaar en hun dochtertje Nestan geboren werd toen hij vijf jaar was. Nestan wordt in wijsheid opgevoed door de tovenares Davar de Kadj, de zuster van koning Pharsadan. Tariel nam op zijn vijftiende de functies over van Amirbar (grootmaarschalk) en Amirpasalar (opperbevelhebber) toen zijn vader overleed. Nestan-Daredjan en hij werden heimelijk verliefd op elkaar en Asmath is hun bondgenoot en boodschapper. Hij overwon Ramaz, de koning van de Khataviërs in Khatavethi. 

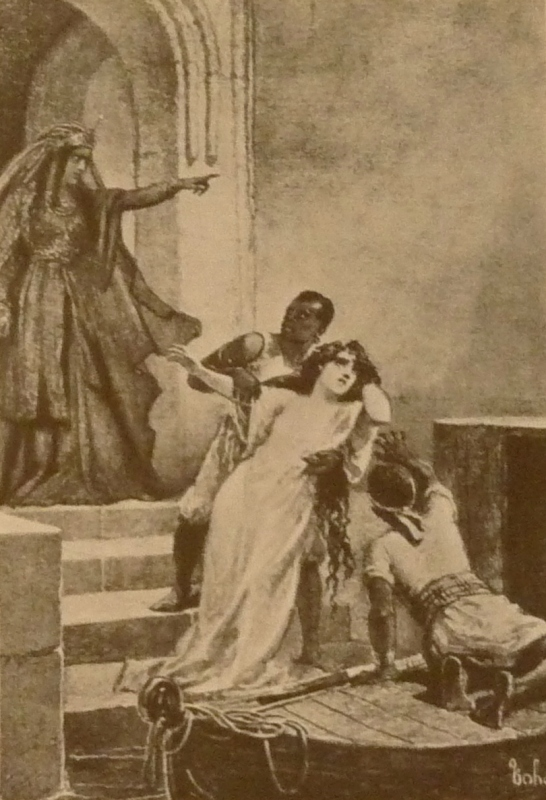
Koningin Dulardukht van de Kadji's beveelt Nestan-Daredjan op te sluiten, Mihály Zichy (1827-1906)

De Indiase koning Pharsadan overlegt met zijn aangenomen zoon Tariel wie een geschikte echtgenoot zal zijn voor zijn dochter Nestan en noemt Khvarazmsha, de koning van de Khvarazmiërs. Tariel verzet zich niet en Nestan is woedend op hem als ze hoort dat ze aan iemand anders dan Tariel zal worden uitgehuwelijkt. Als Khvrazmsha in het land is vermoordt Tariel hem, door hem aan zijn voeten tegen de tentpaal te smijten. Daarop vlucht Tariel. Asmath komt hem later achterna met nieuws hoe het met Nestan is vergaan. Toen Pharsadan er achter kwam dat Tariel en Nestan verliefd op elkaar waren en Tariel daarom haar aanstaande echtgenoot vermoord had, nam hij dat zijn zuster Davar kwalijk, want zij had Nestan opgevoed. Davar wreekt zich op Nestan, slaat haar en doodt zichzelf met een mes om de straf van haar broer de koning te ontlopen.
Tariel gaat naar Nestan op zoek en komt bij Nuradin Phridon van Mulghazanzar en hoort dat deze haar gezien heeft in een boot met twee zwarte slaven. Tariel krijgt van hem een zwart paard om te reizen. Hij draagt als symbool van Nestan, de 'zon', een pantervel. Uiteindelijk wordt een grot, die hij van Devi's vrij maakt, zijn thuisbasis en is hij niet in staat ergens een spoor van Nestan te vinden. Een keer kwam hij in Arabië en toen zagen Avtandil en koning Rostevan hem treuren. Maar ze kregen hem niet te spreken en om Rostevans droefheid hierover weg te nemen, kreeg Avtandil de opdracht binnen enkele jaren de ridder in het pantervel te vinden.
Avtandil brengt verslag uit in Arabië, dat hij Tariel heeft gevonden en zijn verhaal kent. Dan gaat hij er in het geheim vandoor, zonder de koning van tevoren in te lichten, om zijn 'broeder' Tariel verder te helpen.

### Zoektocht naar Nestan-Daredjan

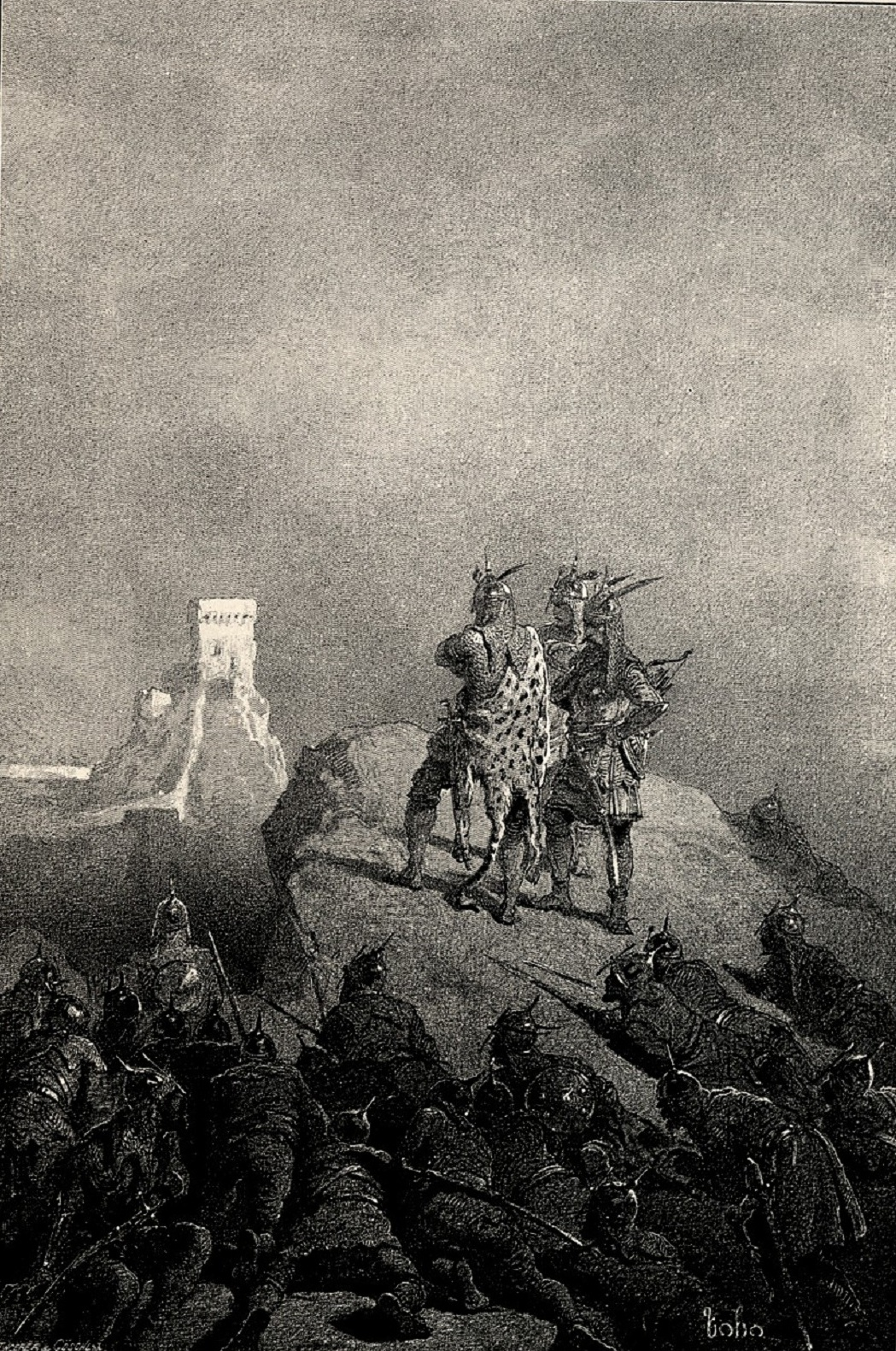
Tariel, Avtandil en Phridon kijken naar de burcht van de Kadji's, Mihály Zichy

Avtandil bereikt Tariel om even later weer afscheid van hem te nemen, na de goden te hebben aangeroepen: de Zon, Zual (Saturnus), Mushthar (Jupiter), Marikh (Mars), Aspiroz (Venus), Otarid (Mercurius) en de Maan.
Avtandil gaat alleen op zoek om meer te weten te komen over Nestans verblijfplaats. Hij reist via Nuradin Phridon, de koning van de stad Mulghazanzar, als koopman naar Gulansharo (de 'bloemenstad'), de hoofdstad van het Koninkrijk der Zeeën, en begint voor zijn onderzoek een liefdesrelatie met de getrouwde Phatman Khatun.
Phatman Katun hield Nestan bij haar verborgen, haar echtgenoot Usen, hoofd van de kooplui van Gulansharo, kon het geheim niet voor de koning verborgen houden en Phatman hielp Nestan ontsnappen. Tijdens haar vlucht werd Nestan ontvoerd door Kadji's om de echtgenote te worden van Rosan, de neef van koningin Dulardukht. 
Nestan wordt volgens Phatman Khatun, de echtgenote van Usen gevangen gehouden door kwaadaardige (belichaamde) geesten (Kadji's) in een hoge toren in hun onneembare fort in het land Kadjethi. Er worden schitterende wapens en schatten uit de veertig verzegelde kamers in de grot van de Devi's gehaald. Met behulp van Nuradin-Phridon, koning van Mulghazanzar en driehonderd man, bevrijden Avtandil en Tariel, de drie gezworen broeders, de prinses. 
Aan het eind van het gedicht vindt een dubbele bruiloft plaats: de koninklijke bruiloft van de Indiase koning Tariel en Nestan-Daredjan, en die van Avtandil en koningin Tinatin.